# Dániel Berzsenyi

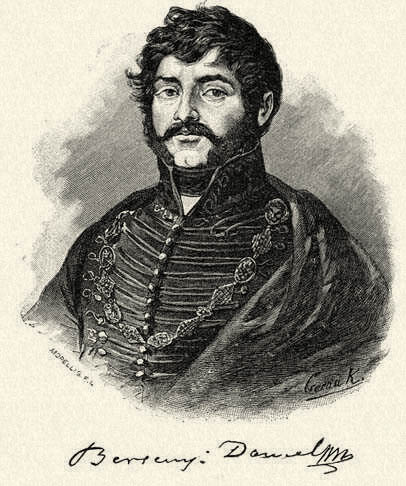
Dániel Berzsenyi (Holzschnitt von Gusztáv Morelli)

Dániel Berzsenyi von Egyházasberzseny [ˈdaːniɛl ˈbɛrʒɛɲi] (* 7. Mai 1776 in Egyházashetye, Ungarn; † 24. Februar 1836 in Nikla) war ein ungarischer Dichter.
Dániel Berzsenyi studierte an dem evangelischen Lyzeum in Ödenburg. Danach trat er ins Militär ein und lebte er auf seinem Landgut. 1799 ehelichte er Zsuzsanna Dukai Takács und übersiedelte mit ihr zuerst nach Sömjén, später nach Nikla. 
Die Bedeutung seiner Dichtkunst liegt darin, dass das moderne der Romantik zuneigende Lebensgefühl in der ungarischen Literatur zum ersten Mal zum Vorschein kam. Im Jahre 1830 wurde er zum ordentlichen Mitglied der philosophischen Klasse der Ungarischen Akademie der Wissenschaften gewählt. Berzsenyi nahm rege am literarischen Leben der Epoche durch Korrespondenz und Kunstkritiken teil.